# ベルサイユのばら (映画)
『ベルサイユのばら』は、池田理代子の同名漫画を原作とする1979年公開の日仏合作映画。ジャック・ドゥミが脚本と監督を務め、音楽は彼の作品の常連でもあるミシェル・ルグランが担当した。キティ・フィルム、日本テレビ、東宝のもとで山本又一朗がプロデューサーに就任し、フランスでロケが行われた。
カトリオーナ・マッコールがオスカル役で主演し、バリー・ストークスが恋人のアンドレ役で出演した。その他、ヨナス・ベルクストロムやクリスティーナ・ボーム、マーク・キングストン、ジョルジュ・ウィルソン、スー・ロイド、マーティン・ポッター、アヌーシュカ・ヘンペルらが出演している。また、映画出演し始めた頃のランベール・ウィルソンも脇役で出演している。

## あらすじ
ジャルジェ将軍は後継ぎの男児を切望していたが、夫人が女児を出産して亡くなったため、その子をオスカルと名付け、息子として育てる事にする。
成人したオスカルは王妃付きの護衛官に、幼馴染のアンドレは王宮の馬丁になる。
パリで平民の子供を射殺したドゲメネ公爵と拳銃で決闘し、彼を倒したものの、オスカルは人を殺したことに激しく動揺し、酒場で大暴れする。
王妃の恋人フェルゼン伯爵に思いをよせ、舞踏会で彼と踊るが、庭園でアンドレから告白を受け「おまえに権利はない」と拒絶する。
やがてジャルジェ将軍はオスカルを資産家のジェローデル伯爵と結婚させようとし、伯爵から屈辱的な提案をされたアンドレはジャルジェ家を出る。オスカルも婚約発表の宴をぶち壊し、街頭へ飛び出す。革命家が民衆を扇動し、不穏な空気が流れる中でアンドレと再会する。彼はオスカルに「一歩前進したな。一緒に来るか？」と聞くが、オスカルは「まだ行けない」と答える。
オスカルは近衛師官の職を辞し、衛兵隊の隊長となる。
王政に不満を持つ民衆の集団を武力で排除するようブイエ将軍から命令されるが、拒否して部下達と共に投獄される。
「真実が見えてきた」と部下に語っている時、アンドレと民衆が獄舎になだれ込み、全員救出される。
ジャルジェ将軍は謀反人となったオスカルを手打ちにしようとするが、逆にアンドレに剣を突きつけられる。
明朝、武装した民衆がバスティーユに向かう、とアンドレから聞いたオスカルは共に行くと言い、彼に「愛している」と告白し、二人は結ばれる。
翌朝、オスカルは軍服ではなく平民の服を着て、アンドレと共にバスティーユへ向かう群衆に加わる。しかし守備隊の砲撃に怯え、逃げ出す人々に押し流された二人は互いを見失ってしまう。互いを探して名前を呼び合う中、アンドレは守備隊に撃たれて命を落とす。
やがてバスティーユを奪取したという宣言が響き、人々は歓喜するが、アンドレの死を知らぬオスカルは、彼の名を叫び続けながら、群衆の中へと消えていく。

## キャスト
| 役名                       | 俳優                         | 日本語吹替                         |
| 役名                       | 俳優                         | 日本テレビ版                       |
| -------------------------- | ---------------------------- | ---------------------------------- |
| オスカル                   | カトリオーナ・マッコール     | 汀夏子                             |
| アンドレ                   | バリー・ストークス           | 堀勝之祐                           |
| マリー・アントワネット     | クリスティーナ・ボーム       | 小原乃梨子                         |
| フェルゼン                 | ジョナス・ベルクシュトローム | 井上真樹夫                         |
| レニエ・ド・ジャルジェ将軍 | マーク・キングストン         | 宮川洋一                           |
| ジェローデル伯爵           | マーティン・ポッター         | 伊武雅刀                           |
| ロザリー                   | シェラ・マクロード           | 土井美加                           |
| ロザリーの母               | カディーヌ・コンスタン       | 鈴木れい子                         |
| ジャンヌ・ヴァロア         | アヌーシュカ・ヘンペル       | 弥永和子                           |
| ルイ16世                   | テレンス・バッド             | 増岡弘                             |
| ロベスピエール             | クリストファー・エリソン     | 仲木隆司                           |
| ルイ・ド・ローアン大司教   | グレゴリー・フロイ           | 加藤正之                           |
| ポリニャック伯夫人         | スー・ロイド                 | 翠準子                             |
| ベルナール                 | マイケル・オズボーン         | 石丸博也                           |
| ブイエ将軍                 | ジョルジュ・ウィルソン       | 藤本譲                             |
| 不明 その他                |                              | 城山堅 谷口節 村山明               |
|                            |                              |                                    |
| 演出                       | 演出                         | 左近允洋                           |
| 翻訳                       | 翻訳                         | 入江敦子                           |
| 効果                       |                              |                                    |
| 調整                       |                              |                                    |
| 制作                       | 制作                         | グロービジョン                     |
| 解説                       | 解説                         | 水野晴郎                           |
| 初回放送                   | 初回放送                     | 1980年10月8日 『水曜ロードショー』 |

## 製作
本作の主要スポンサーは化粧品会社の資生堂で、カトリオーナ・マッコールはその年の春の化粧品ラインナップにおける赤い口紅を宣伝した。フレデリック・L・ショットとジャレッド・クックは、本作の製作陣の参考になるようにと漫画をすべて英訳したが、唯一の翻訳版を彼らに渡したためか、結果として紛失させられてしまった。

### 撮影
製作はパリのAuditel Studiosで行われ、Jossignyやサンリス、ヴェルサイユ宮殿などが撮影ロケ地となった。

## 評価
映画は興行的な成功を収めることができなかっただけでなく、特にマッコールのオスカル役は批判された。一部の批評家たちは、彼女のオスカルからは男性や女性の両性を十分に感じることは出来ないと評した。批評サイト『Midnight Eye』において、Jasper Sharpは本作を「一体何が悪かったのかについて論文として書くことができるぐらいひどい作品の1つである」と述べている。
Anne Dugganは、本作をJ・ドゥミ監督の他の作品と関連させてレビューした。A・Dugganは、池田のオスカルを、本作のオスカルよりも「もっと自分自身について理解している」と評し、J・ドゥミのオスカルを「性的問題や階級的問題を否定している」と評した。A・Dugganは、オスカルから主体性が奪われているとすれば、それは映画の中の下層階級の人物、特にアンドレに与えられていると感じていた。
バラエティ誌は、本作を初期のハリウッド叙事詩を思い起こさせると評し、カトリオーナ・マッコールがオスカルを「男装の麗人という殻を破ろうとしている女性」として描いたことを称賛した。ロサンゼルス・タイムズ紙に寄稿したKevin Thomasは、本作をジャック・ドゥミの典型的な作品と評し、貴族の生活と貧しい者の生活を対比させることに関心が向いていると指摘した。

## 関連
- 1980年10月8日に日本テレビの『水曜ロードショー』にて吹き替え版で放送。
- 映画主題歌(日本版) 唄 鳳蘭((AT4096) A面 ベルサイユのばら 作詩 来生えつこ 作曲 ミシェル・ルグラン 編曲 田辺信一 B面 オスカルのテーマ 作詩 有川正沙子 作曲 林哲司 編曲 田辺信一)
- 映画 ベルサイユのばら DVD (ASIN B00005QYP1)
- ベルサイユのばら デジタルリマスター版(日本語吹替版初収録)DVD (ASIN B076H31TSQ)
- ベルサイユのばら デジタルリマスター版(日本語吹替版初収録)BD （BIXF-0254）